# Cedarhurst (New York)
Cedarhurst est un village du comté de Nassau, situé sur la rive sud de Long Island dans l'État de New York, aux États-Unis. Sa population était de 6 592 habitants au recensement de 2010. Le village est nommé d'après un bosquet d'arbres qui se trouvait autrefois au bureau de poste.
Le village de Cedarhurst appartient à la commune d'Hempstead. Cedarhurst est représenté au conseil de la ville d'Hempstead par le conseiller Bruce Blakeman.

## Histoire
Le village a été incorporé à la ville en 1910, son ancien nom était Ocean Point. Le chemin de fer arriva en 1869 et amena des gens dans la région, notamment au Rockaway Hunting Club, construit à Cedarhurst en 1878. Un bureau de poste fut établi en 1884 et Ocean Point fut rebaptisé Cedarhurst, en partie à la demande du Hunting Club.
Pendant de nombreuses années, Central Avenue, le principal quartier d'affaires de la région, était considéré comme le Rodeo Drive de Long Island avec de nombreuses boutiques haut de gamme. Avec la croissance de la communauté juive orthodoxe locale, de nombreux magasins et restaurants répondent aujourd'hui aux besoins de cette communauté. Comme les juifs pratiquant ne font pas d'achats le jour du chabbat juif, de nombreuses entreprises de la rue sont fermées le samedi, ce qui réduit le nombre de piétons.

## Personnes célèbres
Les personnalités suivantes font partie des habitants actuels ou anciens de Cedarhurst :
- Lyle Alzado (1949-1992), acteur et joueur de football américain[3]
- Jake Burton Carpenter (né en 1954), snowboarder professionnel[4]
- Helen Hicks (1911-1974), golfeuse professionnelle qui fut l'une des 13 cofondatrices de la LPGA en 1950[5]
- Red Holzman (1920-1998), joueur et entraîneur de basket-ball[6]
- Alan Kalter (né en 1943), annonceur du Late Show with David Letterman
- Lil Tecca (né en 2002), rappeur américain
- Michael Scanlan (1931-2017), prêtre catholique[7]
- Shane Olivea (1981-2022), joueur de football américain.